# ルイーゼ・フォン・プロイセン (1680-1705)
ルイーゼ・フォン・プロイセン（Luise von Preußen またはフォン・ブランデンブルク von Brandenburg, 1680年9月29日 – 1705年12月23日）は、ブランデンブルク＝プロイセンの王族。プロイセン王フリードリヒ1世の長女で、ヘッセン＝カッセル方伯世子フリードリヒの妃となったが、夫の即位前に死去した。全名はルイーゼ・ドロテア・ゾフィー（Louise Dorothea Sophie）。

## 生涯
1680年9月29日、ブランデンブルク選帝侯フリードリヒ3世（後のプロイセン王フリードリヒ1世）とその最初の妃であるヘッセン＝カッセル方伯ヴィルヘルム6世の娘エリーザベト・ヘンリエッテとの間に第一子としてベルリンで生まれた。
ルイーゼは1700年5月30日に従兄にあたるフリードリヒと結婚したが、1705年12月23日にカッセルで死去した。2人の間に子供はいなかった。フリードリヒは1715年にスウェーデン王女ウルリカ・エレオノーラ（1718年よりスウェーデン女王）と再婚し、ウルリカ・エレオノーラの退位後スウェーデン王フレドリク1世に、1730年には父の死去によりヘッセン＝カッセル方伯フリードリヒ1世となっている。